# Phil Foglio
Philip "Phil" Foglio (nacido el 1 de mayo de 1956) es un dibujante e historietista estadounidense conocido por su trabajo en el campo de la ciencia ficción y la fantasía.

## Juventud y carrera
Foglio nació el 1 de mayo de as 1956, en Mount Vernon, Nueva York, y se mudó con su familia a Hartsdale, Nueva York, donde vivió hasta los 17 años. Estudió en la Chicago Academy of Fine Arts en Chicago, Illinois, y fue miembro del club de ciencia ficción de la Universidad, siendo director artístico y codirector del fanzine del grupo, Effen Essef. Fue nominado al Premio Hugo del público al mejor dibujante y al Premio Hugo a la mejor presentación dramática en 1976, y ganó dicho premio en 1977 y 1978. Tras vivir en los apartamentos DePaul durante un par de años, Phil se mudó a Rogers Park, Chicago, y organizó los jueves de cada semana encuentros de los fanes de ciencia ficción del área de Chicago. Dibujó los primeros BSD Daemons conocidos para Unix en una serie limitada de camisetas en 1979.
A partir de 1980, Foglio escribió y dibujó la tira diaria What's New with Phil & Dixie para Dragon Magazine, de TSR Games, satirizando el mundo de los juegos de rol. La tira se publicó mensualmente durante tres años. A principios de los años 80, tras algún tiempo en Chicago intentando encontrar trabajo como dibujante de revistas de ciencia ficción y libros, Foglio se mudó a Nueva York. Creó la editorial de cómics independiente "ffantasy ffactory" con el historietista Connor Freff Cochran (Freff) y la editora Melissa Ann Singer. Gracias a los consejos editoriales de Chris Claremont, Foglio y Freff escribieron y dibujaron un número único de una serie de ciencia ficción e histórica llamada D'Arc Tangent antes de acabar su colaboración en 1984.
Finalmente, regresó a Rogers Park en Chicago, y continuó haciendo dibujos de fantasía y ciencia ficción. Para la editorial Donning/Starblaze, Foglio ilustró la serie de novelas de fantasía MythAdventures, de Robert Lynn Asprin, y más tarde adaptó el primer libro, Another Fine Myth, en una miniserie de ocho números para WaRP Graphics. El trabajo para esta editorial le llevó a tener encargos de DC Comics (en las miniseries Angel and the Ape, Plastic Man y Stanley y su monstruo), Marvel Comics, y First Comics (con historias de complemento en números de Grimjack y tareas de guionista en Dynamo Joe sobre argumentos de Doug Rice). También se unió al Moebius theatre group, y organizó reuniones regulares y partidas de póker para la comunidad de ciencia ficción local. 
Foglio creó su duradero personaje Buck Godot para la publicación Just Imagine, publicado por Denny Misinger. Basando este humorístico detective futurista en un amigo real, John Buckley, Foglio hizo un par de historias en blanco y negro, tras lo cual Donning solicitó novelas gráficas del personaje. Foglio realizó dos.

## Obra reciente
En los años 90, Foglio conoció y se casó con su mujer, Kaja. Los dos realizaron labores creativas para el juego de cartas Magic: The Gathering, de Wizards of the Coast, y resucitaron la tira What's New with Phil & Dixie para la revista Duelist, publicada por dicha editorial . Durante esta década, Foglio cofundó Palliard Press y publicó cómics adicionales, incluyendo una nueva serie de Buck Godot y la caprichosa serie erótica XXXenophile. El matrimonio Foglio fundaron Studio Foglio y empezaron a publicar la fantasía steampunk Girl Genius.
En abril de 2005, los Foglio abandonaron la publicación de cómics periódicos y empezaron a publicar Girl Genius en línea como un webcomic gratis, actualizado tres veces por semana. Foglio contó a un entrevistador que, en fecha de noviembre de 2005, "hemos cuadruplicado nuestro número de lectores, y triplicado nuestras ventas" de cómics tradicionales y mercadotecnia relacionada".

## Premios
En 1976, la obra en diapositivas The Capture, escrita por Robert Asprin e llustrada por Foglio, fue nominada al premio Hugo a la mejor representación dramática; el mismo año, fue nominado al premio Hugo al mejor artista aficionado. Foglio ganó este último premio dos veces, en 1977 y 1978. Fue nominado al premio Hugo al mejor artista profesional en 2008. Él, su mujer (Kaja Foglio) y su colorista (Cheyenne Wright) ganaron el primer premio Hugo a la mejor historia gráfica por Girl Genius, Volume 8: Agatha Heterodyne and the Chapel of Bones en 2009. Los tres volvieron a ganar este premio por los subsiguientes volúmenes de la serie en 2010 y 2011. Tras haber ganado el Premio Hugo a la mejor historia gráfica durante los primeros tres años de su existencia, Kaja, Phil, y Cheyenne anunciaron que, para mostrar que la categoría era un "premio viable" (con otros competidores de calidad además de ellos mismos), rechazaron la nominación para el siguiente año (2012). Girl Genius fue nominada de nuevo para un Premio Hugo en 2014, pero no ganó.